# Río Hueyusca (Llico)
El río Hueyusca es un cauce natural de agua de la Región de Los Ríos que fluye con dirección general sur hasta desmbocar en el río Llico.
No confundir con el cercano río Huayusca que desemboca en la bahía San Pedro.

## Trayecto
Hans Niemeyer escribe sobre su viaje hasta el mar: El otro tributario importante [del río Llico] es el río Hueyusca, que drena una parte extensa de la hoya norte del Llico.: 486 

## Caudal y régimen
El régimen de caudales del río Llico es definitivamente pluvial con mayores crecidas en la estación de lluvias.: 488 